# Ján Chalupka

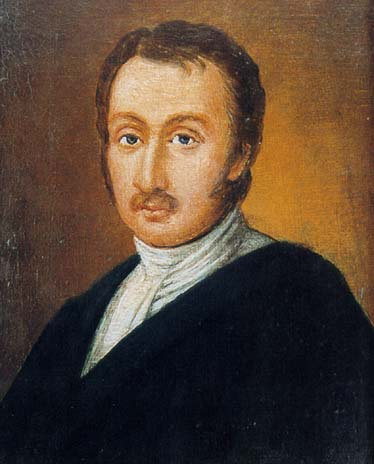
Ján Chalupka

Ján Chalupka (Horná Mičiná, 28 ottobre 1791 – Brezno, 15 luglio 1871) è stato uno scrittore slovacco, noto anche come drammaturgo, pubblicista e pastore evangelico.

## Biografia

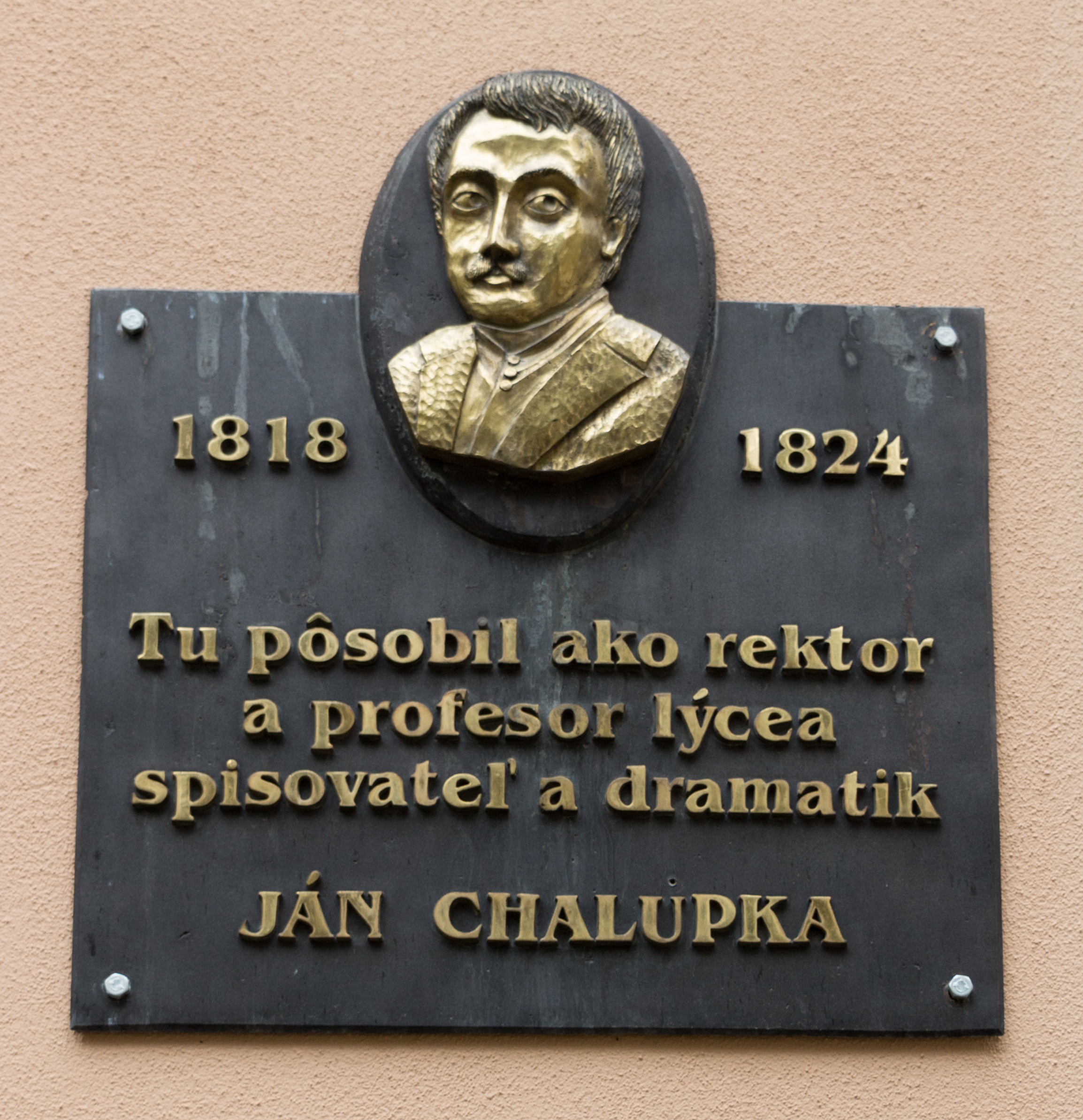
Targa sul muro del Liceo a Kežmarok

Figlio del pastore evangelico Adam Chalupka; la sua famiglia si caratterizzò per una spiccata tendenza alla pratica letteraria, visto che suo fratello Samo Chalupka divenne un apprezzato poeta.
Il percorso di formazione culturale di Chalupka incominciò con una fase di addestramento presso la sua casa paterna. Successivamente lo scrittore si trasferì a Levoča, Prešov (1805-1814), Vienna (1815) e Jena (1816-1817), per proseguire i suoi studi teologici, filosofici e filologici.
Svolse la carriera di insegnante dal 1817 al 1824, presso il liceo di Kežmarok e dal 1824 esercitò la carica di pastore a Brezno.
Parlava correntemente in slovacco, latino, tedesco, ungherese, francese e italiano; capiva l'inglese, il greco e l'yiddish. Ha pubblicato i suoi studi in diverse lingue: ceco, ungherese, tedesco e slovacco.
Il suo maggiore contributo alla letteratura slovacca lo diede con i suoi drammi e le sue commedie, tra le quali si ricorda soprattutto la prima, intitolata Kocourkovo, aneb: Jen abychom v hanbě nezůstali ("Kocourkovo, ovvero: pur di non restare nella vergogna") che riscosse un grande successo. La commedia era incentrata sulla rappresentazione della società slovacca contemporanea e sulle sue caratterizzazioni tipologiche. Le sue opere sono caratterizzate da una visione satirica della società slovacca, tramite la quale derise lo stile di vita di artigiani, funzionari e borghesi, evidenziandone l'assimilazione, l'ignoranza, il campanilismo, lo sciovinismo, l'orgoglio, la nobiltà conservatrice, la pignoleria, il gossip, gli intrighi, l'invidia.
Questa sua opera venne scritta in lingua ceca, mentre dopo il 1848 incominciò ad utilizzare lo slovacco.
Con le stesse caratteristiche della prima si collocarono anche le successive commedie, mentre il dramma Dobrovoľníci si staccò dal filone preferito dallo scrittore, inserendosi invece decisamente nel clima dei moti insurrezionali del 1848, che l'autore descrisse con distacco e perplessità.

### Drammi
Ciclo dedicato a Kocúrkovo 
- 1830 - Kocourkovo, aneb: Jen abychom v hanbě nezůstali
  - 1832 - Všecko naopak, aneb: Tesnošilova Anička sa žení a Honzík se vydáva
  - 1833 - Trasořitka, anebo: Stará láska se předce dočekala
  - 1835 - Třináctá hodina, aneb: Však se nahledíme, kdo bude hlásníkem v Kocourkově
  - 1837 - Starouš plesnivec anebo Čtyry svadby na jednom pohřebe v Kocourkově
- 1835 - A vén szerelmes, vagy a Tozházi négy völegény
- 1854 - Dobrovoľníci
- 1862 - Huk a Fuk anebo: Prvý apríl
- 1862 - Černokňažník
- 1873 - Juvelír

### Prosa
- 1836 - Kocourkovo
- 1841 - Bendeguz, Gyula Kolompos und Pista Kurtaforint. Eine Donquixottiade nach der neuesten Mode von P. P.

### Altro
- Geschichte der Generalsynoden beider evangelischen Konfessionen in Ungarn vom Jahre 1791
- Schreiben des Grafen Karl Zay, Generalalinspektors der evang. Kirchen und Schulen Augsb. Konf. In Ungarn, an die Prefoessoren zu Leutschau
- 1842 - Zpěvník evanjelický aneb Písně duchovní staré i nové
- 1846-47 - Kázně nedělní a svátečné